# Dormecke (Eslohe)
Dormecke ist ein Ortsteil der Gemeinde Eslohe im nordrhein-westfälischen Hochsauerlandkreis. Mitte 2023 hatte der Ort 29 Einwohner.

## Geographie
Die Ortschaft liegt etwa 4 km südwestlich von Eslohe im Naturpark Sauerland-Rothaargebirge. Nachbarortschaften sind Fehrenbracht, Kückelheim, Serkenrode, Ramscheid, Obermarpe und Niedermarpe. Das Naturschutzgebiet Dormecketal liegt südlich von Dormecke.

## Geschichte

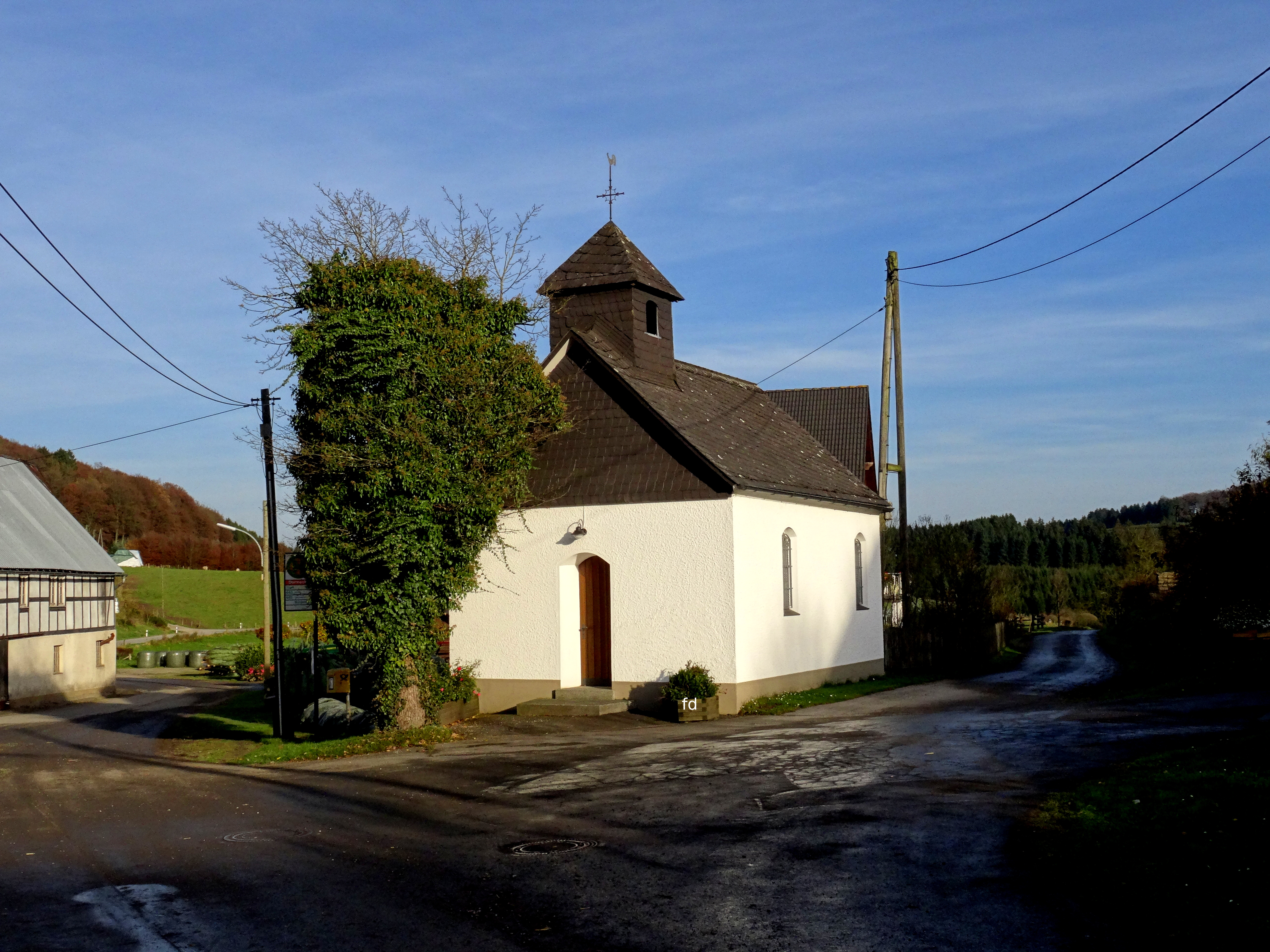
Kapelle St. Antonius Eremit

Bis zum Jahre 1186 waren die Dörfer Schliprüthen, Fehrenbrach und Dormecke in dem Pfarrkapellensprengel Schliprüthen zusammengefasst.
Frühe Anhaltspunkte über die Größe des Ortes ergeben sich aus einem Schatzungsregister (diente der Erhebung von Steuern) für das Jahr 1543. Demnach gab es in „Dornbecke“ sechs Schatzungspflichtige; die Zahl dürfte mit den damals vorhandenen Höfen bzw. Häusern übereingestimmt haben.
Dormecke blieb 1975 mit der kommunalen Neugliederung in Nordrhein-Westfalen in der neuen Gemeinde Eslohe. Die katholische Kapelle St. Antonius Eremit wurde im 17. Jahrhundert errichtet. Am 11. Dezember 1985 wurde die Kapelle in die Liste der Baudenkmäler in Eslohe eingetragen.